# Nazionale maschile under 17 di calcio del Perù
La nazionale di calcio del Perù Under-17 è la rappresentativa calcistica del Perù composta da giocatori Under-17; è affiliata alla CONMEBOL ed è posta sotto l'egida della Federación Peruana de Fútbol.

## Partecipazioni ai tornei internazionali

### Mondiali Under-17
| Anno   | Piazzamento      | G               | V               | N*              | P               | GF              | GS              |                 |
| ------ | ---------------- | --------------- | --------------- | --------------- | --------------- | --------------- | --------------- | --------------- |
| 1985   | Non qualificato  | Non qualificato | Non qualificato | Non qualificato | Non qualificato | Non qualificato | Non qualificato | Non qualificato |
| 1987   | Non qualificato  | Non qualificato | Non qualificato | Non qualificato | Non qualificato | Non qualificato | Non qualificato | Non qualificato |
| 1989   | Non qualificato  | Non qualificato | Non qualificato | Non qualificato | Non qualificato | Non qualificato | Non qualificato | Non qualificato |
| 1991   | Non qualificato  | Non qualificato | Non qualificato | Non qualificato | Non qualificato | Non qualificato | Non qualificato | Non qualificato |
| 1993   | Non qualificato  | Non qualificato | Non qualificato | Non qualificato | Non qualificato | Non qualificato | Non qualificato | Non qualificato |
| 1995   | Non qualificato  | Non qualificato | Non qualificato | Non qualificato | Non qualificato | Non qualificato | Non qualificato | Non qualificato |
| 1997   | Non qualificato  | Non qualificato | Non qualificato | Non qualificato | Non qualificato | Non qualificato | Non qualificato | Non qualificato |
| 1999   | Non qualificato  | Non qualificato | Non qualificato | Non qualificato | Non qualificato | Non qualificato | Non qualificato | Non qualificato |
| 2001   | Non qualificato  | Non qualificato | Non qualificato | Non qualificato | Non qualificato | Non qualificato | Non qualificato | Non qualificato |
| 2003   | Non qualificato  | Non qualificato | Non qualificato | Non qualificato | Non qualificato | Non qualificato | Non qualificato | Non qualificato |
| 2005   | Primo turno      | 3               | 0               | 1               | 2               | 1               | 4               |                 |
| 2007   | Quarti di finale | 5               | 2               | 2               | 1               | 3               | 3               |                 |
| 2009   | Non qualificato  | Non qualificato | Non qualificato | Non qualificato | Non qualificato | Non qualificato | Non qualificato | Non qualificato |
| 2011   | Non qualificato  | Non qualificato | Non qualificato | Non qualificato | Non qualificato | Non qualificato | Non qualificato | Non qualificato |
| 2013   | Non qualificato  | Non qualificato | Non qualificato | Non qualificato | Non qualificato | Non qualificato | Non qualificato | Non qualificato |
| 2015   | Non qualificato  | Non qualificato | Non qualificato | Non qualificato | Non qualificato | Non qualificato | Non qualificato | Non qualificato |
| 2017   | Non qualificato  | Non qualificato | Non qualificato | Non qualificato | Non qualificato | Non qualificato | Non qualificato | Non qualificato |
| 2019   | Non qualificato  | Non qualificato | Non qualificato | Non qualificato | Non qualificato | Non qualificato | Non qualificato | Non qualificato |
| 2023   | Non qualificato  | Non qualificato | Non qualificato | Non qualificato | Non qualificato | Non qualificato | Non qualificato | Non qualificato |
| Totale | 2/19             | 8               | 2               | 3               | 3               | 4               | 7               |                 |

## Palmares
- Campionato sudamericano di calcio Under-17
  - 4º posto (2007)